# Olympische Sommerspiele 2008/Teilnehmer (Moldau)
| Gelbes Symbol für Goldmedaillen mit stilisierten Olympischen Ringen | Graues Symbol für Silbermedaillen mit stilisierten Olympischen Ringen | Braundes Symbol für Bronzemedaillen mit stilisierten Olympischen Ringen |
| ------------------------------------------------------------------- | --------------------------------------------------------------------- | ----------------------------------------------------------------------- |
| —                                                                   | —                                                                     | 1                                                                       |

Die Republik Moldau war mit der Teilnahme an den Olympischen Sommerspielen 2008 in Peking insgesamt zum 4. Mal bei Olympischen Spielen vertreten. Die erste Teilnahme war 1996.

## Medaillengewinner

### Bronze
| Name            | Sportart | Wettkampf     |
| --------------- | -------- | ------------- |
| Veaceslav Gojan | Boxen    | Weltergewicht |

## Boxen
- Veaceslav Gojan (Bronze )
Männer, Bantamgewicht
- Vitalie Grușac
Männer, Weltergewicht

## Gewichtheben
| Disziplin        | Männer                         | Frauen |
| ---------------- | ------------------------------ | ------ |
| Klasse bis 56 kg | Igor Grabucea                  |        |
| Klasse bis 69 kg | Alexandru Dudoglo              |        |
| Klasse bis 77 kg | Andrei Guțu                    |        |
| Klasse bis 94 kg | Evgheni Bratan Vadim Vacarciuc |        |

- Cristina Iovu
Frauen
- Oleg Sîrghi
Männer

## Judo
- Sergiu Toma
Männer, Klasse bis 73 kg

## Leichtathletik
| Disziplin            | Männer             | Frauen                            |
| -------------------- | ------------------ | --------------------------------- |
| 800-Meter-Lauf       |                    | Olga Cristea                      |
| Marathon             | Iaroslav Mușinschi | Valentina Delion                  |
| 400 Meter Hürden     |                    | Ana Berlinschii                   |
| 3000 Meter Hindernis | Ion Luchianov      | Oxana Juravel                     |
| 20 Kilometer Gehen   | Fedosei Ciumacenco |                                   |
| Diskuswurf           | Vadim Hranovschi   |                                   |
| Dreisprung           | Vladimir Letnicov  |                                   |
| Hammerwurf           | Roman Rozna        | Marina Marghieva Zalina Marghieva |
| Hochsprung           | Radu Tucan         | Ina Gliznuța                      |
| Kugelstoßen          | Ion Emilianov      |                                   |
| Zehnkampf            | Victor Covalenco   |                                   |

## Radsport
- Ruslan Ivanov
Männer
- Victor Mironov
Männer
- Alexandru Pliușchin
Männer

## Ringen
- Ludmila Cristea
Frauen, Freistil Klasse bis 55 kg
- Nicolai Ceban
Männer, Freistil Klasse bis 96 kg

## Schießen
- Ghenadie Lisoconi
Männer, 25 Meter Schnellfeuerpistole

## Schwimmen
- Evghenia Tanasienco
Frauen
- Veronica Vdovicenco
Frauen, 50 Meter Freistil
- Gleb Cocorin
Männer
- Artiom Gladun
Männer
- Sergiu Postică
Männer, 100 Meter Brust
- Andrei Zaharov
Männer, 200 Meter Freistil